# Devil's Whisper
Devil's Whisper è un film horror del 2017 diretto da Adam Ripp che parla di una possessione demoniaca, ma è anche un thriller psicologico su ricordi repressi e traumi infantili.
Il film è stato distribuito direct-to-video dalla Sony Pictures Home Entertainment il 19 ottobre 2017.

## Trama
Alejandro "Alex" Duran è un ragazzo quindicenne che sogna di diventare un prete. Un giorno, nella nuova casa dove è andato a vivere con i genitori e la sorellina, il ragazzo trova una scatola misteriosa e inavvertitamente scatena uno spirito demoniaco deciso a possederlo. Alex si ritrova così a dover affrontare questo antico demone che tormenta i bambini fin dalle origini dell'uomo e deve trovare un modo per sconfiggerlo prima che distrugga lui e tutti coloro che ama. 

## Riconoscimenti
- 2017 - Atlanta Horror Film Festival
  - Best Supernatural Feature

- 2017 - 'Atlanta Underground Film Festival
  - Best Horror Feature

- 2017 - FANtastic Horror Film Festival
  - Nomination Miglior film
  - Nomination Miglior attore a Luca Oriel
  - Nomination Miglior attrice non protagonista a Tessie Santiago
  - Nomination Miglior colonna sonora originale

- 2017 - New Hope Film Festival
  - Best Supernatural Film

- 2017 - The International Horror Hotel
  - Miglior fotografia
  - Viewer's Choice
  - Best Horror Feature
  - Best Overall Feature Film
  - Nomination Miglior regia

- 2018 - Saturn Awards
  - Nomination Miglior DVD/Blu-ray (film)